# Thad Matta
Thad Michael Matta (Hoopeston, 11 luglio 1967) è un ex cestista e allenatore di pallacanestro statunitense.

## Palmarès
- Campione NIT (2008)